# تتون (آیداهو)
تتون(به انگلیسی: Teton) شهری در شهرستان فرمونت ایالت آیداهو است که جمعیت آن در سرشماری سال ۲۰۱۰ میلادی ۷۳۵ نفر بوده است.